# George Willem Vreede

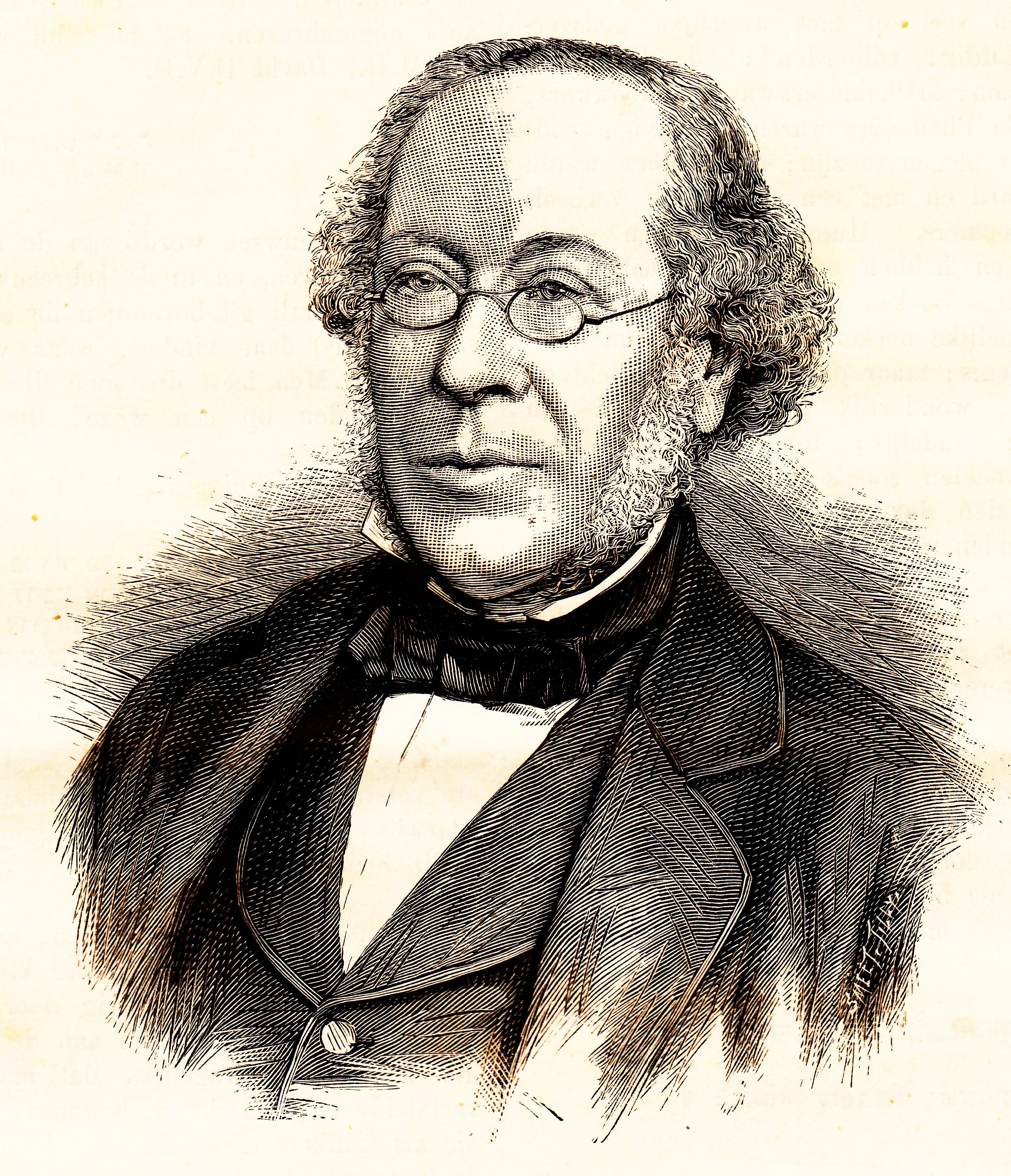
George Willem Vreede.

George Willem Vreede, född den 14 april 1809 i Tilburg i Noord-Brabant, död den 29 juni 1880 i Utrecht, var en nederländsk statsrättslig och politisk författare, sonson till Pieter Vreede, far till Albert Cornelis Vreede.
Vreede blev 1831 juris doktor och 1832 advokat samt var från 1841 till sin död professor i stats- och straffrätt vid Utrechts universitet. Han var en mycket produktiv författare. Bland hans arbeten, av vilka flera är av vikt för Nederländernas och delvis även för Europas allmänna diplomatiska historia, må nämnas Nederland en Zweden in staatkundige betrekking (1841-44; omfattar tiden 1523-1618), Bijdragen tot de geschiedenis der omwenteling van 1795-1798 (1847-51), Nederland en Cromwell (1853) (Oliver Cromwell), Oranje en de Bataafsche republiek in diplomatische betrekking tot den eersten Napoleon (1855), Nederlands vroegere alliantiën (1856), Inleiding tot eene geschiedenis der nederlandsche diplomatie (6 band, 1856-65) och Laurens Pieter van de Spiegel en zijne tijdgenooten (2 band, 1874).